# Yaralı Kuşlar
Yaralı Kuşlar es una serie de televisión turca de 2019, producida por Stellar Yapım para Kanal D.

## Trama
Meryem es una joven que ha pasado los últimos cinco años criando a su hermano adoptivo Ömer, llegando a trabajar día y noche para que ambos tengan una vida decente. Solo era una adolescente cuando una persona le entregó a Ömer a su papá, quien al ser encarcelado vio frustrado su intento de vender al niño. Poco sabe ella que Ömer es el hijo secuestrado de un adinerado hombre, Levent Metehanoglü, a quien conocerá inesperadamente.

## Reparto
- Ali Yasin Özegemen como Levent Metehanoğlu.
- Gizem Arıkan como Meryem Çelik.
- Emre Mete Sönmez como Ömer Çelik / Efe Metehanoğlu.
- Ayşen İnci como Ulviye Metehanoğlu.
- Utku Çorbacı como Bahadır Metehanoğlu.
- Canan Karanlık como Neriman Çelik.
- Sezgin Irmak como Doğan Uzun
- Ceren Yavuz como Aslı Özer
- Tuğba Tutuğ como Ayşe Kılıç. (2 - 165)
- Ozan Turan como Yaşar Kaya. (3 - 165)
- Emek Büyükçelik Uyar como Safiye Kılıç. (5 - 165)
- Emre Çaltılı como Cemil Başar. (12 - 165)
- Cemre Melis Çınar como Melis Saraç. (17 - 165)
- Arzu Yanardağ  como Hülya Metehanoğlu. (117 - 165)
- Elif Erol como Hülya Metehanoğlu. (1 - 98)
- Güliz Aybay como Mine / Zehra. (120 - 165)
- Sena Tuğçe Güner como Oya. (83 - 155)
- Özgür Özberk como Tekin Avcı. (1 - 137)
- Hasan Ballıktaş como Durmuş Çelik. (1 - 135)
- Sevim Gelenbe como Bedriye (67 - 119)
- Lale Gençtürk como Meral. (65 - 100)
- Ada Çapa como Dilsiz. (1 - 54)
- Erdem Eren Ayaz como Çamur. (1 - 54)
- Said Ege Yıldırım como Minik. (1 - 54)
- Mert Ateş como Çita. (1 - 54)
- Nuray Erkol como Aysel Özer. (1 - 51)